# Bönigen
Bönigen là một đô thị thuộc huyện hành chính Interlaken-Oberhasli, bang Bern, Thụy Sĩ. Đô thị này có diện tích 15,1 km2, dân số thời điểm tháng 12 năm 2009 là 2417 người.